# Robert Horstink
Robert Horstink est un joueur néerlandais de volley-ball, né le 26 décembre 1981 à Twello. Il mesure 2,01 m et joue réceptionneur-attaquant.

## Clubs
| Club                   | Pays     | De        | À         |
| ---------------------- | -------- | --------- | --------- |
| Piet Zoomers Apeldoorn | Pays-Bas | 1995-1996 | 1997-1998 |
| SSS Barneveld          | Pays-Bas | 1998-1999 | 1999-2000 |
| Piet Zoomers Apeldoorn | Pays-Bas | 2000-2001 | 2003-2004 |
| Noliko Maaseik         | Belgique | 2004-2005 | 2005-2006 |
| Sisley Trévise         | Italie   | 2006-2007 | …         |

## Palmarès
- Championnat d'Italie (1)
  - Vainqueur : 2007

- Championnat des Pays-Bas (4)
  - Vainqueur : 1996, 1997, 2001, 2003
- Coppa Italia (1)
  - Vainqueur : 2007
- Supercoupe des Pays-Bas (2)
  - Vainqueur : 1996 2001